# Блаха, Джон Элмер
Джон Элмер Блаха (англ. John Elmer Blaha; родился 26 августа 1942 года в Сан-Антонио, штат Техас) — полковник ВВС США в отставке и бывший астронавт НАСА. Он является ветераном шести миссий Спейс шаттл и одним из немногих американских астронавтов, кто принимал участие в основной экспедиции на орбитальной станции «Мир».

## Образование и воинская служба
Джон Блаха окончил старшую школу Грэнби в Норфолке, получил степень бакалавра наук по механике в Академии ВВС США (1965) и степень магистра наук по авиационной технике в университете Пердью (1966).
В 1967 году Джон стал военным лётчиком, нёс службу во Вьетнаме во время которой совершил 361 боевой вылет. Он пилотировал самолёты F-4, F-102, F-106 и A-37, после войны прошёл переподготовку на лётчика-испытателя, выполнил тестовый полёт на NF-104.
С 1973 по 1976 год Джон Блаха служил в Великобритании лётчиком-испытателем в центре испытаний вооружений и самолётов королевских ВВС, а после окончания Командно-штабного колледжа ВВС США стал помощником начальника штаба ВВС по вопросам исследований и анализа в штаб-квартире ВВС в Вашингтоне, где ему было поручено курировать создание и испытание истребителей F-15 и F-16.
В 1994 году изучал русский язык в Военном институте иностранных языков Министерства обороны США.

## Астронавт
Джон Блаха был зачислен в 1980 году в 9-й набор астронавтов НАСА, с июля 1980 по август 1981 прошёл курс общей космической подготовки и получил квалификацию пилота шаттла и назначение в Отдел астронавтов НАСА.
Совершил пять полётов:
1. в марте 1989 года в качестве пилота шаттла Дискавери по программе STS-29;
2. в ноябре 1989 года в качестве пилота шаттла Дискавери по программе STS-33;
3. в августе 1991 года в качестве командира шаттла Атлантис, миссия STS-43;
4. в октябре-ноябре 1993 года в качестве командира шаттла Колумбия, миссия STS-58;
5. В дальнейшем предусматривалось его участие в длительном полёте на орбитальной станции «Мир», поэтому в январе 1995 года Джон Блаха начал подготовку в ЦПК имени Ю. А. Гагарина в качестве бортинженера 22-й основной экспедиции. Полёт длился с 16 сентября 1996 по 22 января 1997 года; на станцию и обратно Джона доставил шаттл Атлантис, туда полёт шёл по программе STS-79, обратно — STS-81. Общая продолжительность полёта составила 128 суток 5 часов 27 минут 55 секунды[1].

Суммарная продолжительность пяти полётов — 161 сутки 2 часа 45 минут.
Джон Блаха покинул отряд астронавтов и НАСА 26 сентября 1997 года, его имя внесено в Зал славы астронавтов.

## Награды
- Две медали НАСА «За выдающуюся службу»
- Медаль «За исключительные заслуги»
- Медаль «За выдающееся лидерство»
- Пять медалей «За космический полёт»
- Медаль «За отличную службу»
- Орден Дружбы (19 сентября 1997 года, Россия) — за большой вклад в развитие российско-американского сотрудничества в области космических исследований[4]
- Медаль «За заслуги в освоении космоса» (12 апреля 2011 года, Россия) — за большой вклад в развитие международного сотрудничества в области пилотируемой космонавтики[5]

## Личная жизнь
Женат, трое детей. В свободное время увлекается теннисом. Радиолюбитель с позывным KC5TZQ.